# 宋敬舆
宋敬輿（1617年—1659年），字轅生，號冠雲主人、冠雲詞客，直隸松江府華亭縣人，清朝詩人、劇作家。

## 生平
生於萬曆四十五年（1617年）六月十六日，其父宋懋澄四十九歲時始生宋敬輿。順治十三年（1656年）入太學，不久歸里，不求功名。平日與賓客彈棋飲酒為樂。工於詩，與弟宋徵輿、從兄宋徵璧皆以詩文聞名，吳偉業稱其詩“古風則排宕而壯往，近體則妍麗而清切”。順治十六年（1659年）六月二十三日去世。

## 著作
著有雜劇《周美成》，已佚。